# Sân bay Kozushima
Sân bay Kōzushima (ICAO: RJAZ) là một sân bay dân dụng nằm về phía nam của  Kōzushima, Nhật Bản 3,1 km.